# Estradas europeias

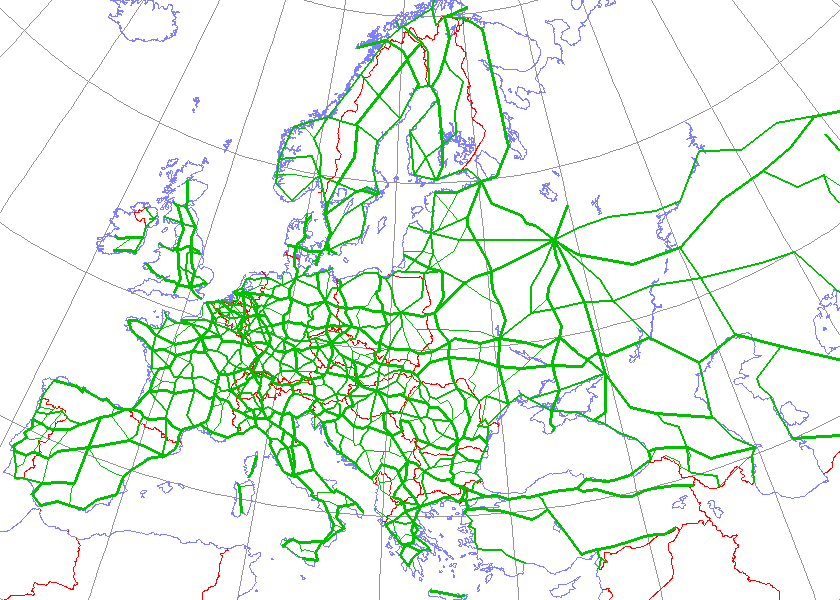
As estradas europeias cobrem todos os estados europeus.

A rede de estradas europeias é uma rede de estradas internacionais no continente europeu. A fim de evitar as numerações nacionais, as estradas europeias usam uma numeração europeia que não varia entre os diversos países.

## Numeração
A numeração das estradas europeias não tem em conta o tipo de estrada (autoestrada, estrada nacional, estrada regional, etc.). 
Também não tem em conta a presença de montanhas ou de mares, que podem interromper a estrada. É baseada em quadrilateral do continente.

Estrada europeia 80

O sistema de numeração é definido pela Comissão Económica das Nações Unidas para a Europa (UNECE) desde 1975, com uma mudança essencial em 1992. As estradas de referência e as estradas intermédias são ditas de "classe A", e têm dois algarismos. As estradas secundárias, e as ligações entre as estradas principais são ditas de "classe B", e numeradas por três algarismos. 
As estradas norte-sul têm números ímpares e as estradas oeste-este têm números pares. As estradas principais (de referência) norte-sul têm dois dígitos e terminam com algarismo 5. As estradas principais (de referência) oeste-este têm dois dígitos e terminam com algarismo 0.
Os números aumentam do norte para sul. As estradas intermédias têm números ímpares com dois dígitos (norte-sul) ou números iguais com dois dígitos (oeste-este). Os seus números são intermédios entre as estradas de referência que enquadram-o. As estradas de classe B têm 3 números, o primeiro número é o da referência o mais possível ao norte, o segundo número é o da referência o mais possível a oeste, e o terceiro número é um número de série. 
As estradas norte-sul de classe A ao este até E99 têm números ímpares até 3 dígitos até 129. As outras regras aplicam-se a estas estradas.

## Ligações entre cidades europeias
Eixo A: Paris - Berlim - Moscovo
Eixo B: Oslo - Marselha
Eixo C: Lisboa - Madrid - Paris - Amesterdão
Eixo D: Londres - Paris - Roma
Eixo E: Paris - Viena
Eixo F: Berlim - Viena - Roma
Eixo G: Madrid - Roma - Atenas